# Richard Cecil (Politiker, † 1633)
Sir Richard Cecil of Wakerley (* 7. Dezember 1570; † vor dem 4. September 1633) war ein englischer Politiker.

## Leben
Cecil war der zweite Sohn von Thomas Cecil, 1. Earl of Exeter und seiner Frau Dorothy Nevil, Tochter von John Nevill, 4. Baron Latymer. William Cecil, 2. Earl of Exeter und Edward Cecil, 1. Viscount Wimbledon waren seine Brüder.
Er studierte ab 1585 am St John’s College, Cambridge, und ab 1591 am Gray’s Inn. Er war Gutsherr von Wakerley in Northamptonshire. 1593 war er als Burgess für Westminster Abgeordneter im House of Commons, 1604 für Peterborough und 1614 sowie 1621 für Stamford. 1605 wurde er zum Friedensrichter für Northamptonshire, 1607 zum Verwalter des Anwesens Collyweston in Northamptonshire und 1613 zum Deputy Lieutenant von Northamptonshire ernannt. 1616 wurde er zum Knight Bachelor geschlagen.
Cecil starb 1633 und wurde am 4. September 1633 in Wakerley bestattet.
1603 heiratete er Elizabeth Cope, Tochter des Sir Anthony Cope, 1. Baronet. Mit ihr hatte er eine Tochter, Elizabeth Cecil, die J. Havers heiratete, und einen Sohn, David Cecil, der 1640 Richards älteren Bruder William als 3. Earl of Exeter und 4. Baron Burghley beerbte.